# Leuculopsis unifasciata
Leuculopsis unifasciata là một loài bướm đêm trong họ Geometridae.